# سپرفلزی پدیسالاتا
سپرفلزی پدیسالاتا (نام علمی: Scutiphora pedicellata) گونه‌ای از ساس‌های سپر فلزی است. زیستگاه این گونه که از آفات کشاورزی است در نیو ساوت ولز، کوئینزلند، استرالیای جنوبی، تاسمانی و ویکتوریا (استرالیا) می‌باشد. این گونه بیشتر بر روی برگ‌ها و پوست درختان میوه به صورت گروه‌های ۱۰ تا ۲۰ تایی پناه می‌گیرند.